# 3580 Avery
3580 Avery è un asteroide della fascia principale. Scoperto nel 1983, presenta un'orbita caratterizzata da un semiasse maggiore pari a 2,8628385 UA e da un'eccentricità di 0,2325747, inclinata di 3,39813° rispetto all'eclittica.